# Hautes-alpes (IGP)
Le hautes-alpes, appelé vin de pays des Hautes-Alpes jusqu'en 2009, est un vin français d'indication géographique protégée (le nouveau nom des vins de pays) départementale qui a vocation à labelliser, après dégustation, les vins de ce département qui ne peuvent postuler à une appellation d'origine.

## Histoire

### Moyen Âge
Au Moyen Âge, la première mention écrite d'un vignoble dans cette partie des Alpes se trouve dans le cartulaire de l'abbaye d'Oulx. Une charte, datée du Xe siècle, indique que dans l'Argentièrois l'abbaye possède des vignes. C'est la plus ancienne mention d'un vignoble dans les Alpes du Sud. 

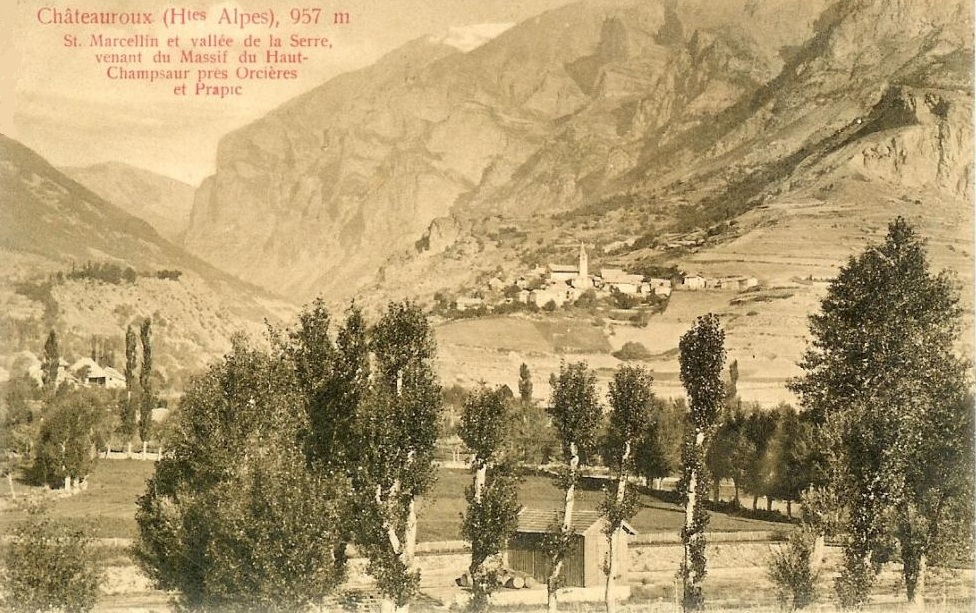
À Châteauroux-les-Alpes, son coteau de sud-est au sol caillouteux protégé du vent du nord (957 mètres d'altitude).

L'archevêché d'Embrun ainsi que l'abbaye de Boscodon possédaient des vignes sur les coteaux de Remollon et de Saint-André-d'Embrun. Puis les archevêques découvrirent le vignoble de Châteauroux-les-Alpes qui s'étage de 900 à près de 1 100 mètres d'altitude. En dépit de sa hauteur, son exposition privilégiée de coteau de sud-est et son sol caillouteux protégé du vent du nord permirent très tôt d'y élaborer un vin qui retint l'attention archiépiscopale. Au XIIIe siècle, les archevêques rattachèrent cette paroisse à leur mense, car de plus, ce vignoble était facilement accessible par la via Cottia, qui fut doublée ensuite par une route médiévale puis par celle construite en 1756.
Quand fut fondée des deux côtés des Alpes, la République des Escartons (1343-1789), toute famille avait sa vigne et son pressoir qui était actionné par un levier à contrepoids de pierre. Ces pressoirs étaient en bois de mélèze, et sur les 14 hectares du site de La Vignette, à Saint-Martin-de-Queyrières, il en a été retrouvé quatre-vingt.
La Vignette est un site compris entre 1 050 et 1 300 mètres d'altitude qui longe la vallée de la Durance, à l'amont de l'Argentière, c'est le plus haut vignoble des Alpes françaises. Abandonné après le phylloxéra, il a été réhabilité dans les années 2000 par une association qui a entrepris de replanter et de cultiver la vigne, ainsi que la restauration des restanques, du pressoir de l'Encombrouze et du cellier bâti dans un habitat troglodyte.

### Période moderne

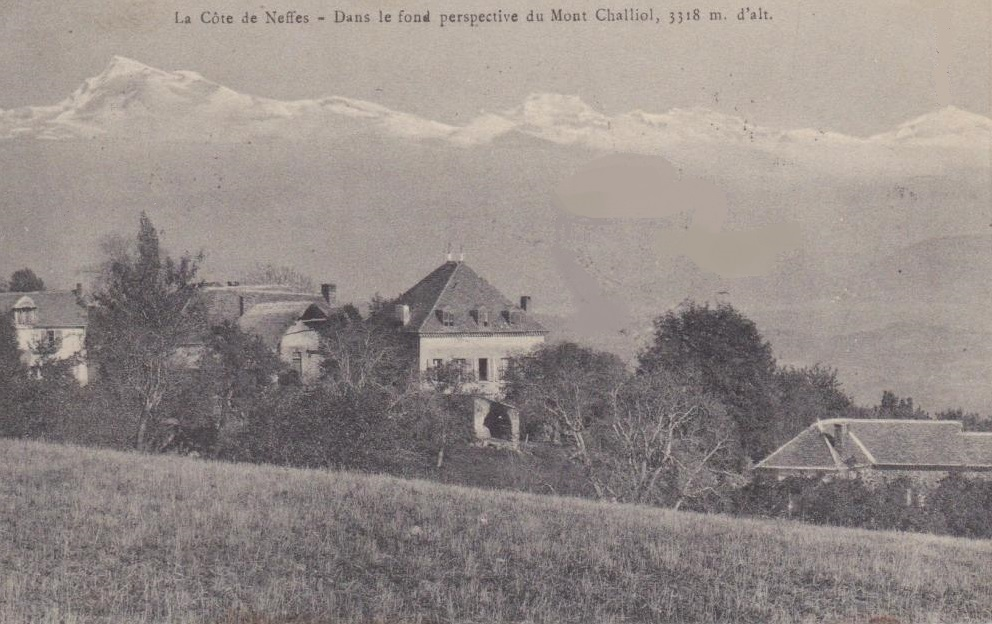
La côte de Neffes.

En 1811, le statisticien Jacques Peuchet, rapportait que dans les Hautes-Alpes méridionales et sur les bords de la Durance, « les vins sont d'assez bonne qualité, et il faut que le sol soit bien propice, pour que la plupart des propriétaires ne viennent pas à bout de gâter leurs vins, par les vices de la fabrication ». Par contre, il considérait que ceux de la partie septentrionale du département étaient en général très mauvais.
Il indiquait que : « Les vins les plus estimés sont ceux de la Roche-de-Jarjayes, de Létret, de Châteauneuf, de Chabre et de la côte de Neffes », tout en précisant que leur réputation ne dépasse pas les limites du département.
Victor Rendu, inspecteur général de l'agriculture sous le Second Empire, nota dans son Ampélographie, en 1862, que « le département des Hautes-Alpes possède quelques bons vins qu'il est juste de tirer de l'oubli ; les meilleurs sont ceux de Jarjayes, de l'Étret, de Neffes et de Château-Vieux, dans l'arrondissement de Gap. ». Il convient pourtant que les vins de ces quatre vignobles ne sortent pas du département, ils sont consommés sur les lieux mêmes et dans la ville de Gap.
Il indique que les 90 hectares de vignes de Jarjayes sont implantées sur un coteau très pentu exposé au sud-sud-est, le long de la rive droite de la Durance. Le terroir est constitué de schiste argilo-calcaire. Le rendement de ce vignoble est de 18 hectolitres par hectare. « D'après les connaisseurs du pays, le vin provenant de la roche de Jarjayes constitue la première qualité des vins des Hautes-Alpes : il est léger, fin de bouquet et nullement capiteux. ».
Le second vignoble, celui de l'Étret couvre 72 hectares sur un terroir identique à celui de Jarjayes. Son exposition, plus méridionale, lui permet d'atteindre un rendement moyen de 30 hectolitres à l'hectare. « Le vin de l'Étret est plus couvert et plus alcoolique que celui de Jarjayes ; il serait susceptible de conservation, si on le traitait avec soin. ». 
Les deux derniers vignobles sont situés dans la vallée de Roussines, parallèle à celle de la Durance. Celui de Neffes s'étend sur 134 hectares au lieu-dit la Côte de Neffes. Son sol est siliceux et le rendement à l'hectare est limité à 14 hectolitres. « Il fournit un vin presque aussi recherché que celui de Jarjayes et de l'Étret. ». 
Le vignoble de Châteauvieux, est implanté au sud-ouest, sur le revers opposé de la vallée. Il couvre 80 hectares, et la moyenne de son rendement est de 20 hectolitres/hectare. « Son vin se rapproche beaucoup de celui de Nèfles, mais on lui reproche d'être ordinairement un peu plus vert. ».

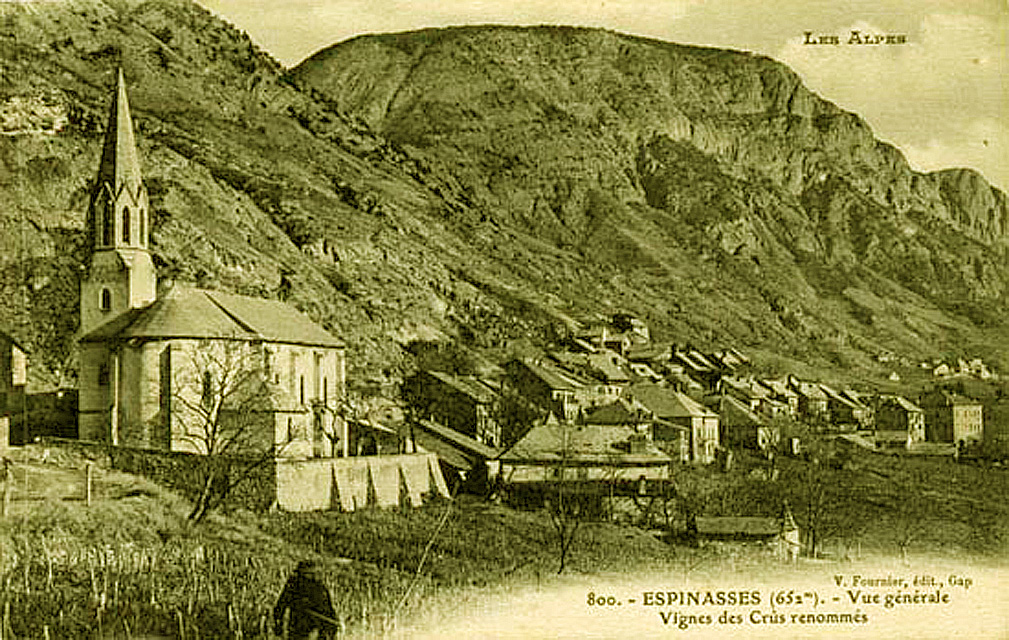
Vignes des crus renommés, lieu-dit d'Espinasses, à 652 mètres d'altitude.

Alors que pour Jacques Peuchet la Clairette de la Saulce égalait la Clairette de Die et il en donnait pour preuve que l'on en exportait dans plusieurs départements, l'ampélographe fait un sort à cette Clairette, un vin blanc que l'on fabriquait près de Gap, en indiquant : « Il ne se recommande par aucune qualité ; sa réputation locale est tout à fait usurpée. ».

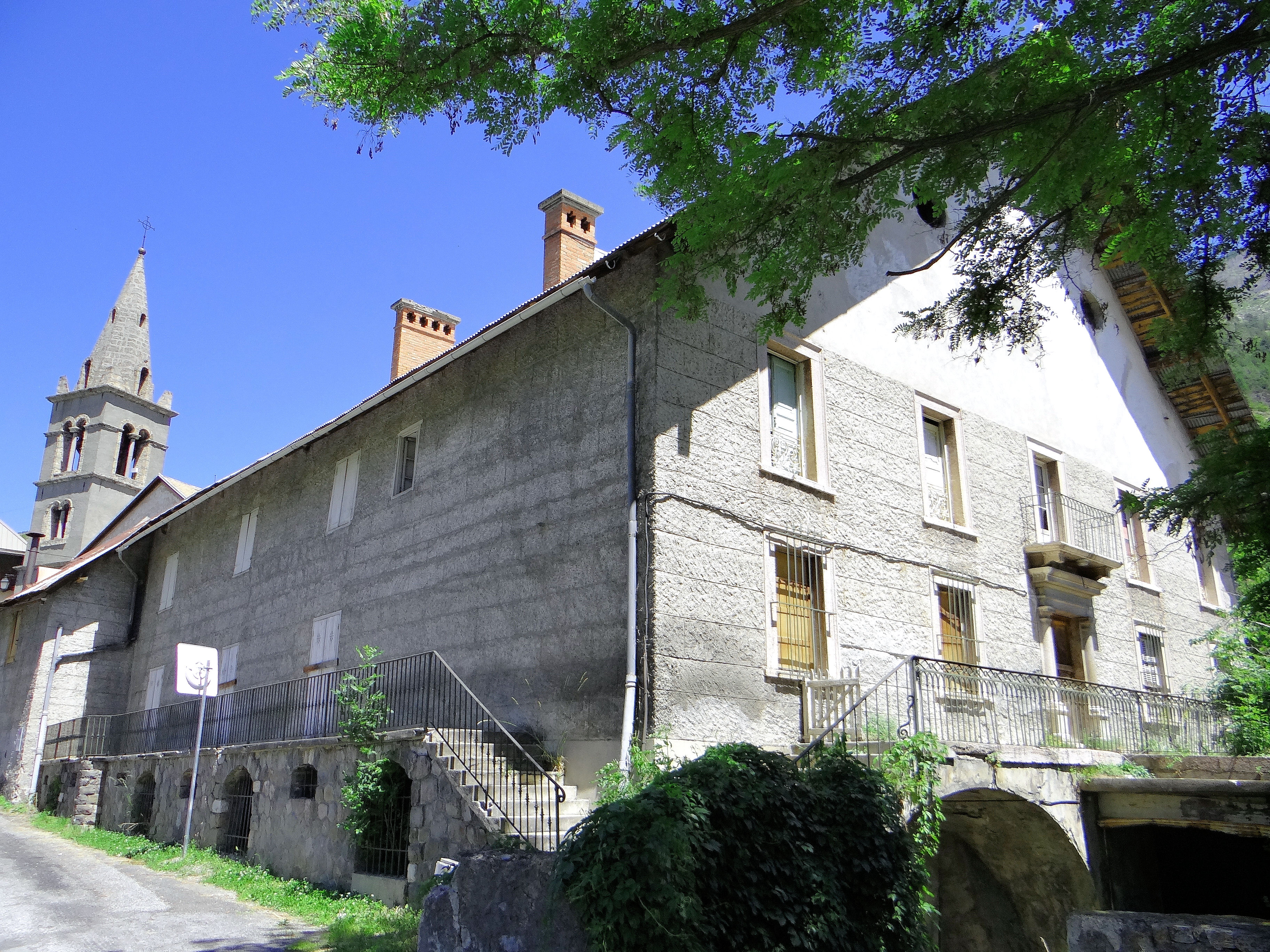
Cellier de la maison Planche à L'Argentière.

Il conclut son descriptif en notant : « Le vin du pays comptant plus de cinq ou six ans de bouteille est une véritable exception dans les Hautes-Alpes. ». Déjà Jacques Peuchet, affirmait « Les vins ont suffisamment de couleur, mais peu de bouquet, et quelques-uns ne peuvent se garder au-delà d'un an. ». 
La crise du phylloxéra atteignit le département en 1908 en remontant jusqu'à la haute vallée de la Durance. Elle mit fin à la viticulture haut-alpine. La culture de la vigne y avait été cependant importante comme en témoignent les nombreuses installations liées à son exploitation même dans des lieux aussi improbables comme L'Argentière-la-Bessée. Son cellier de la maison Planche en est un exemple unique puisqu'il a conservé en totalité tout son équipement, y compris son rare pressoir à banc qui se situe en son premier niveau (cad. E 2203).

### Période contemporaine

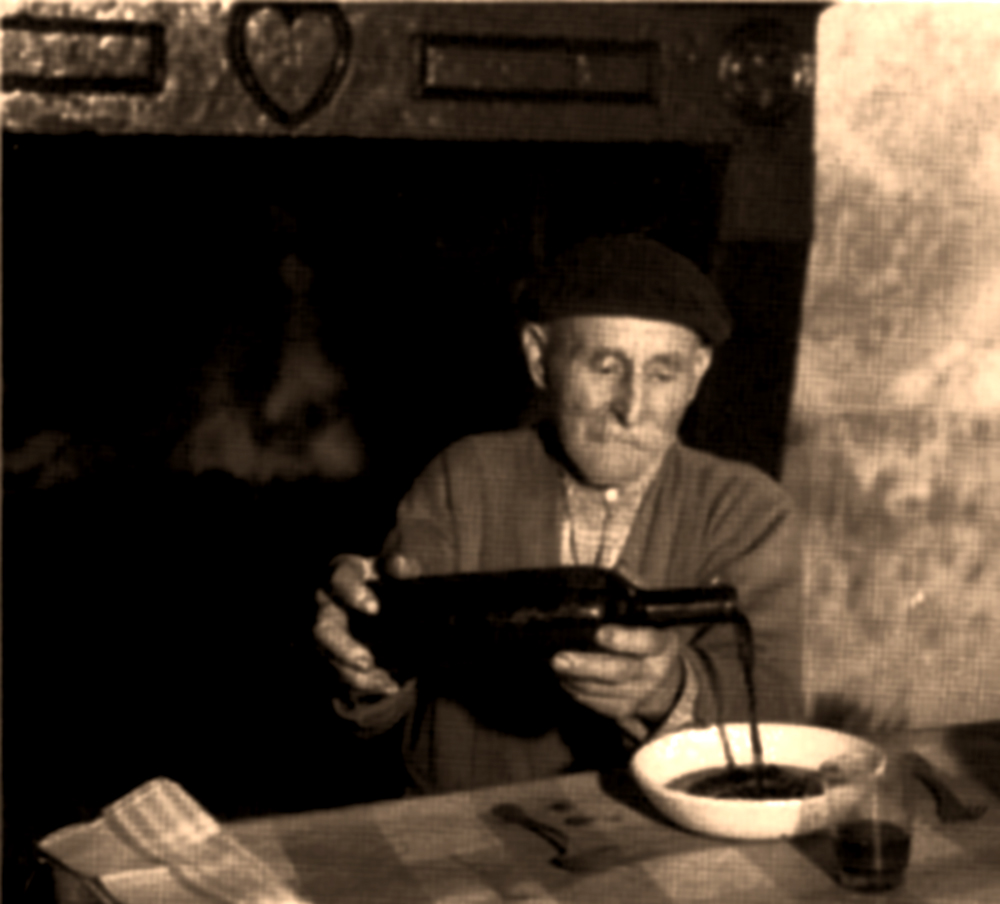
Chabrot dans les Hautes-Alpes.

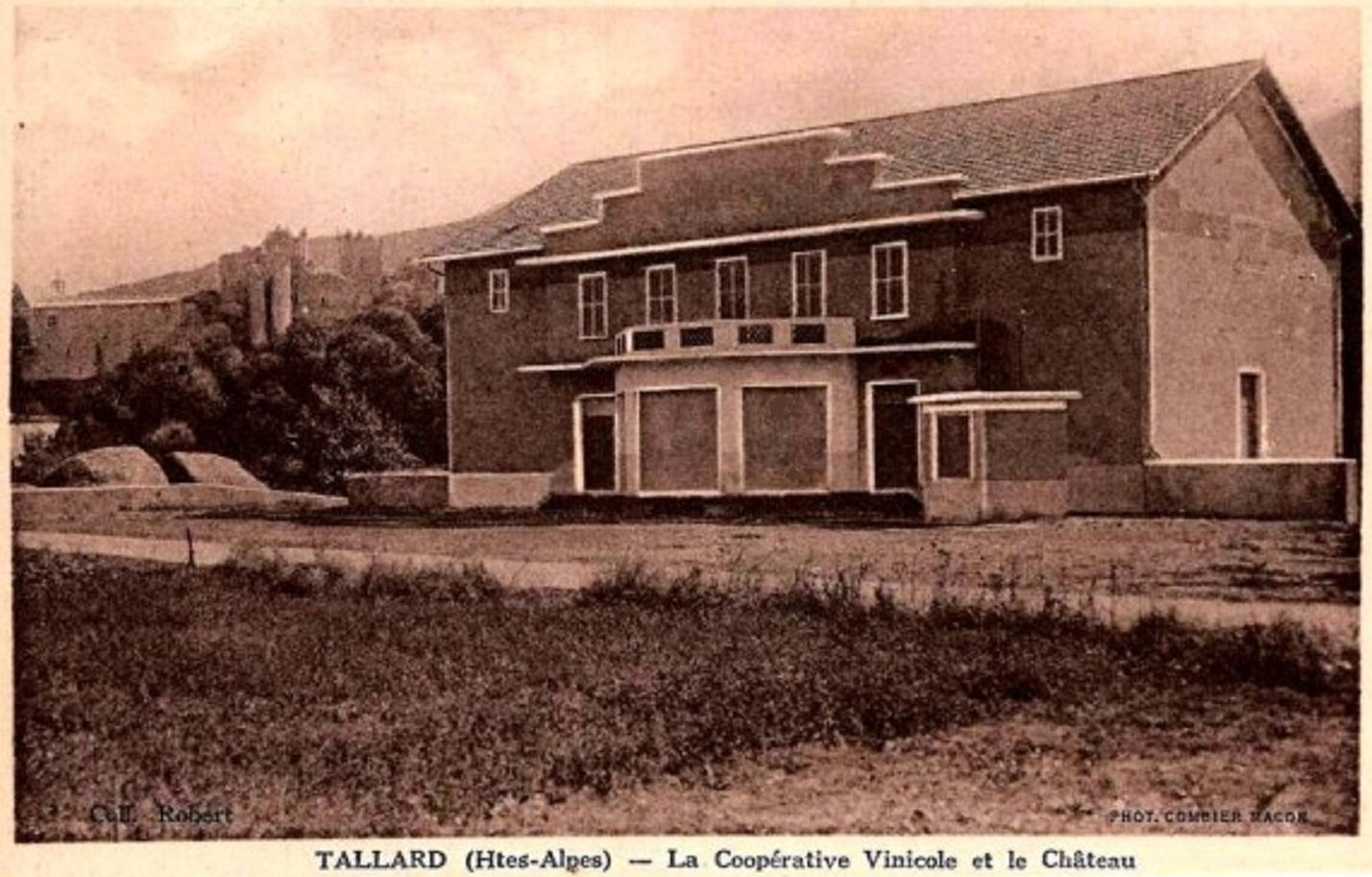
Cave coopérative vinicole de Tallard.

Le vignoble, qui avait disparu depuis le phylloxéra, est replanté après la Première Guerre mondiale et recommence à produire du vin. La cave coopérative de Tallard est fondée en 1932, elle a vocation de produire du vin de table. Elle en produira jusqu'à 5 947 hectolitres, en 1979 en regroupant 176 adhérents qui cultivaient 150 hectares.
Dans les années 1950, des producteurs délaissent les hybrides et recherchent des cépages de qualité. Leurs efforts ont permis que leurs vins puissent postuler à l'obtention du label vin de pays depuis 1984.
Depuis 1988, à l'initiative de l'association de rénovation viticole des coteaux de la Durance une vigne expérimentale a été implantée à Châteauroux-les-Alpes. Elle est prise en charge par les viticulteurs locaux, la municipalité de commune et le Parc national des Écrins. Son objectif est de tester huit cépages. Ce sont le jacquère, l'altesse, la marsanne, le chardonnay, le chasan B, le müller-thurgau, le pinot noir et le pinot gris. Le but est de sélectionner les mieux adaptés au climat alpin. Des essais de vendange tardive ont pu être faits avec les variétés jacquère, altesse et marsanne. L'Association produit aussi des vins blancs, rosés et rouges appréciés. Le concours de Clairet, organisé tous les deux ans, permet de les découvrir. Paul Minvielle signale une autre vigne expérimentale : « La vigne la plus élevée des Alpes du Sud se trouve à l’Argentière-la-Bessée à près de 1 100 mètres, mais il s’agit d’une parcelle expérimentale, entretenue pour des raisons scientifiques, historiques et paysagères. ».
En 2004, les producteurs se sont regroupés au sein du « Syndicat des vignerons des Hautes-Alpes ». Depuis 1988 a été ouverte une route des vins de 15 kilomètres, tracée à travers le vignoble entre Chorges et Tallard.

## Situation géographique

### Orographie et géologie

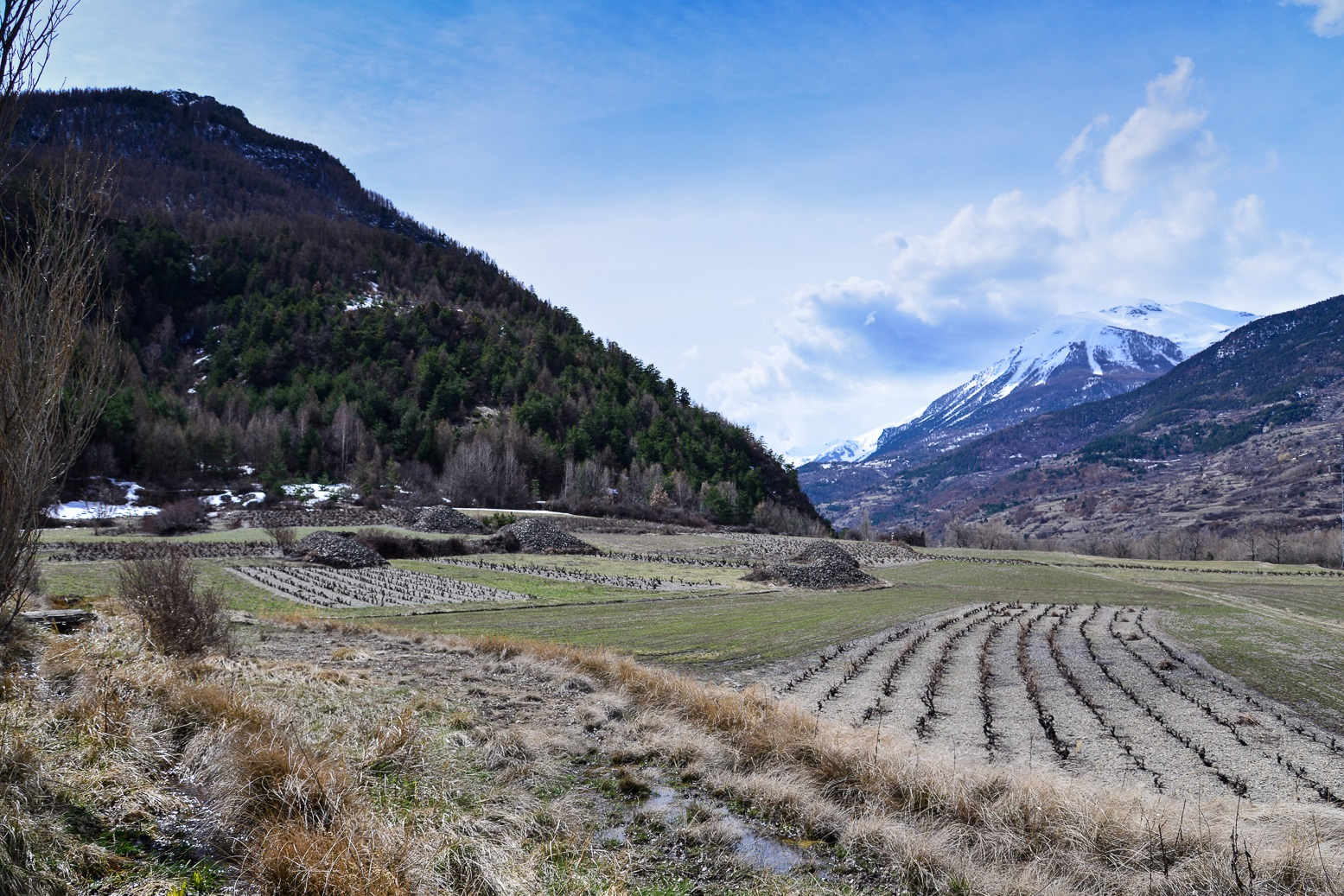
Parcelles de vignes au Plan de Phazy dans le Haut-Embrunais.

Le vignoble est implanté sur la rive droite de la Durance, généralement et sur les éboulis schisteux des bas de falaises ou sur les versants de la rivière. 
Victor Rendu, indiquait qu'au XIXe siècle : « Dans les sols fortement inclinés, on est obligé, de temps à autre, de remonter, du bas de la vigne au sommet, la terre dévalée. Dans certaines localités, ces rechargements se font à l'aide d'une roche schisteuse qu'on transporte sous forme de blocs dans les différents quartiers du vignoble qui les réclament ; les blocs se délitent avec le temps et refont ainsi la couche supérieure, qui tend sans cesse à descendre. ». 
Paul Minvielle et Marc Donato reviennent sur cette pratique : « Dans les Hautes-Alpes, il fallait remonter la terre chaque printemps dans une hutte ou pratiquer la terraillée à l'aide d'une baysse, sorte de brancard porté par deux hommes. ». 
Entre la haute et la basse vallée de la Durance quatre couches de sédiments se superposent:
- une nappe alluviale grossière et liée, d’environ 40 mètres d’épaisseur, datant de la glaciation de Riss ;
- une couche de limons de 20 mètres d’épaisseur environ, datant de la même époque ;
- un paléosol, parfois recouvert de graviers apportés par des ruissellements torrentiels ;
- une couche de colluvions superficielle.

### Climat
On dénombre dans ce secteur en moyenne 101 jours par an avec gel et 85 jours par an avec des précipitations supérieures ou égales à 1 mm. La température record la plus froide est de −19,1 °C, enregistrée le 9 janvier 1985, et la plus chaude de 36,0 °C enregistrée le 27 juillet 1983 et le 13 août 2003. Embrun est l'une des villes les plus ensoleillées de France avec 2 484 heures de soleil par an.
| Mois                              | jan. | fév. | mars | avril | mai  | juin | jui. | août | sep. | oct.  | nov. | déc. | année |
| --------------------------------- | ---- | ---- | ---- | ----- | ---- | ---- | ---- | ---- | ---- | ----- | ---- | ---- | ----- |
| Température minimale moyenne (°C) | −3   | −3,3 | −1,1 | 1,9   | 6,5  | 9,5  | 11,9 | 11,9 | 8,3  | 4,9   | −0,5 | −3,1 | 3,7   |
| Température moyenne (°C)          | 2,8  | 3,4  | 7    | 8,2   | 14,1 | 17,2 | 20,3 | 20,6 | 16   | 11,4  | 5,5  | 2,5  | 10,9  |
| Température maximale moyenne (°C) | 8,6  | 11   | 15,1 | 16,4  | 21,7 | 24,8 | 28,7 | 29,3 | 23,7 | 17,9  | 11,6 | 8,1  | 18,1  |
| Précipitations (mm)               | 61,6 | 56,1 | 53,6 | 78    | 74,8 | 54,5 | 43,9 | 55,7 | 74,2 | 114,3 | 84,5 | 73,9 | 825   |

| Diagramme climatique                                  |            |              |           |             |             |              |              |             |              |              |             |
| J                                                     | F          | M            | A         | M           | J           | J            | A            | S           | O            | N            | D           |
| 8,6−361,6                                             | 11−3,356,1 | 15,1−1,153,6 | 16,41,978 | 21,76,574,8 | 24,89,554,5 | 28,711,943,9 | 29,311,955,7 | 23,78,374,2 | 17,94,9114,3 | 11,6−0,584,5 | 8,1−3,173,9 |
| Moyennes : • Temp. maxi et mini °C • Précipitation mm |            |              |           |             |             |              |              |             |              |              |             |

## Vignoble

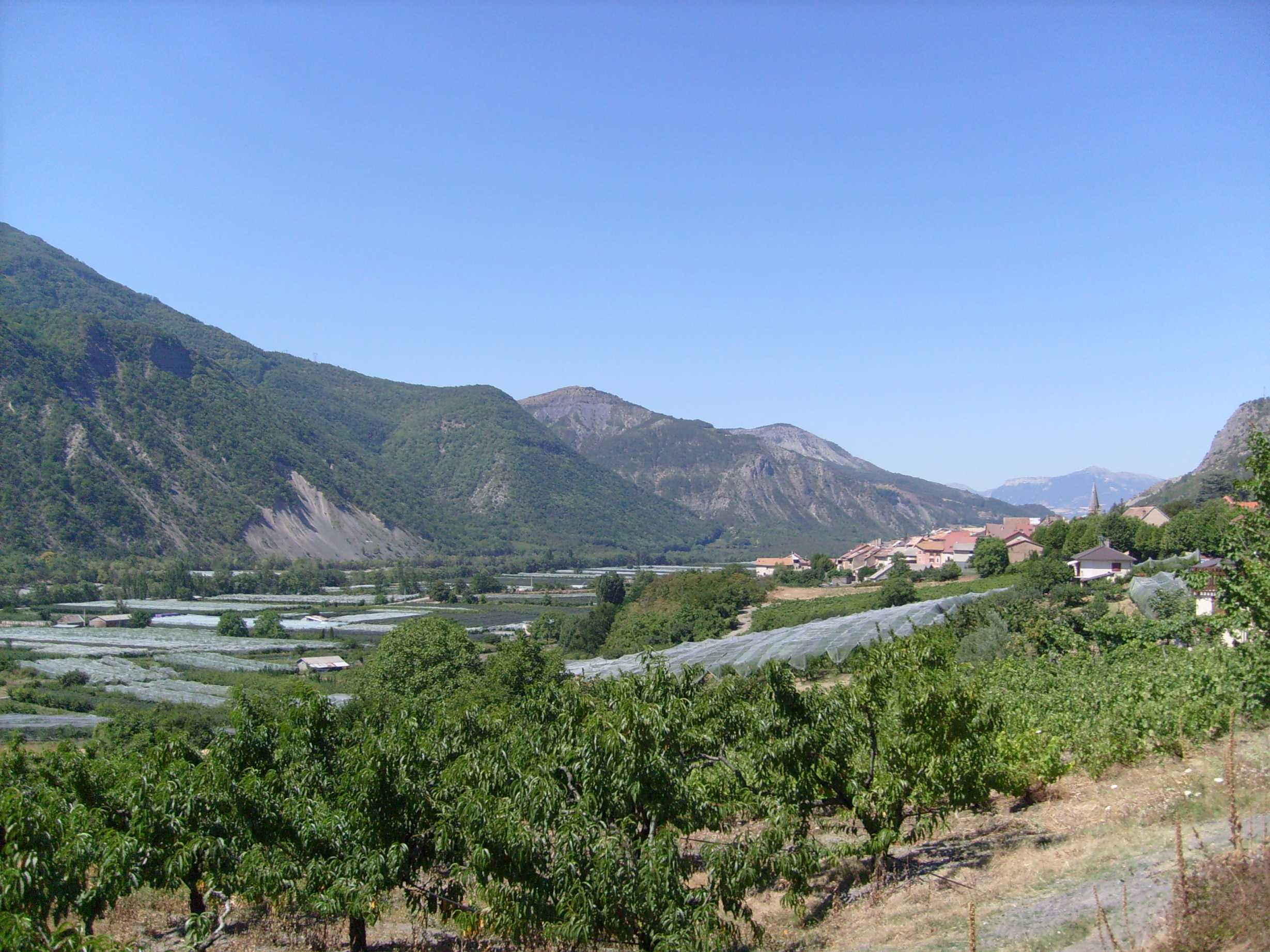
Vignoble et oliviers en bord de Durance sur la commune de Remollon.

### Présentation
Le vignoble haut-alpin s'étend le long des berges de la Durance sur les coteaux orientés au sud. Le vignoble se trouve essentiellement au sud du Gapençais et au sud de l’Embrunais, sur les communes de Tallard, Châteauvieux, Valserres, Remollon, Théus et Espinasses. En dehors de ce noyau peuvent encore se trouver quelques vignes sur des coteaux bien exposés au sud en moyenne altitude. Leur présence témoignent encore de la période pré-phyloxerrique où la viticulture était une culture vivrière. En ce début de XXIe siècle, 23 communes possèdent des exploitations où de la vigne est cultivée, mais seulement 16 ont véritablement des parcelles cadastrées.

### Encépagement
Les variétés noires qui constituaient l'encépagement au milieu du XIXe siècle étaient le Mollard avec son clône le Mollardon ou petit Mollard, le Plant du Four et l'Espagnin ou Pis de Chèvre.
Actuellement on trouve Grenache, Cinsault, Chardonnay, Aramon, Carignan, Chasan, Alicante Bouschet, Grec rose, Muscat, Clairette et Mollard.

### Méthode culturale

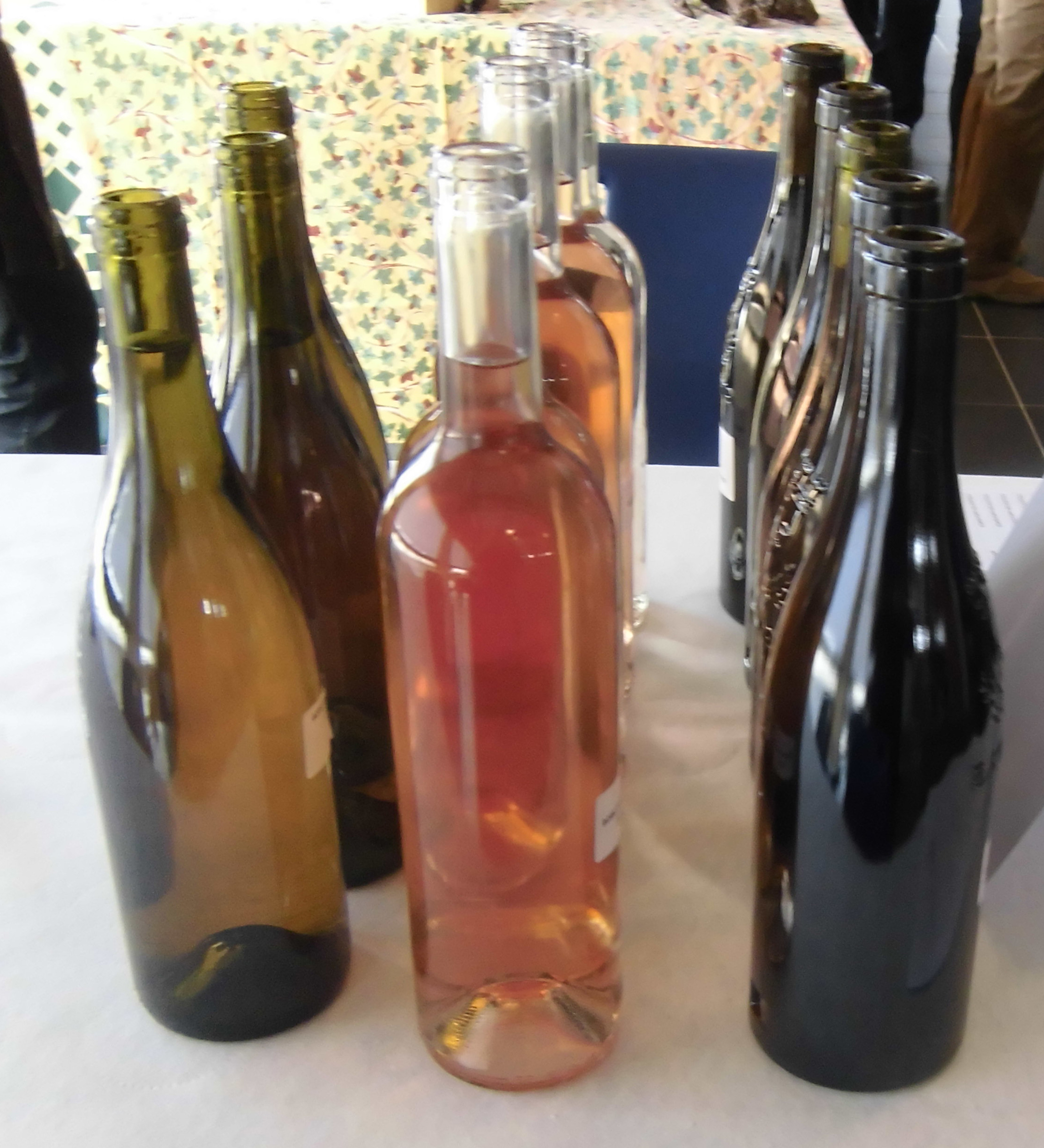
Bouteilles de vins de pays des hautes-alpes IGP lors d'une dégustation officielle.

Avant le phylloxéra, les souches étaient plantées ou marcottées en foule dans un sol défoncé à un mètre de profondeur. Pour maintenir leur port, les jeunes plants étaient échalassés jusqu'à cinq ou six ans. La taille, en fonction du temps, pouvait s'étaler de janvier à mai.
Les vignes étaient travaillées à la pioche dans les terrains en pente et à la bêche dans les terrains plats. Vers la fin du mois de juin ou au commencement du mois juillet, avait lieu l'épamprage. Puis, si cela s'avérait nécessaire, le sol des vignes était à nouveau bêché. 
La vendange, foulée une ou deux fois, était versée dans des cuves de bois, la vinification se faisait tous cépages mêlés et sans égrappage. Le vin de presse était ensuite mélangé avec le vin de cuve. « On ouille pendant cinq ou six semaines au fur et à mesure qu'on aperçoit du vide dans les tonneaux, puis on ferme la bonde jusqu'au moment de la vente. Le vin est ordinairement vendu au ras de la cuve ou quelques mois après la vendange, le plus souvent sans avoir été soutiré. ».
Actuellement pour obtenir le label vin de pays, les vins de l'IGP Hautes-Alpes doivent avoir un rendement n'excédant pas 90 hectolitres à l'hectare et titrer au moins 9°.

### Types de vin
Ce vin de pays est décliné dans les trois couleurs : blanc, rosé et rouge (50% en rouge, 30% en rosé et 20 % en blanc).
À la dégustation, les rouges, assez tanniques, ont une belle structure et dégagent des notes de fruits rouges. les rosés, le plus souvent à base de syrah N ou de cinsault N, sont vifs avec des arômes de fruits rouges. Les blancs présentent finesse et vivacité, avec parfois des notes minérales dues au terroir. Ces trois couleurs peuvent être vinifiées en vin mousseux, vin primeur ou vin nouveau.

### Structure des exploitations
Cinq cent soixante-dix-sept producteurs sont déclarants de récolte, dont la quasi-totalité est regroupé dans la cave coopérative de Valserres (seule coopérative du département), deux domaines vinifient à Théus,, un à Tallard, un à Remollon et un autre à Embrun.
Recensement du vignoble des Hautes-Alpes en 1989
| Secteur                    | hectares                         | viticulteurs |
| Haute vallée de la Durance | 76                               | 202          |
| Haut Embrunais             | 22                               | 70           |
| Bas Embrunais              | 54                               | 132          |
| Gapençais                  | 22                               | 66           |
| Moyenne Durance            | 173                              | 232          |
| Théus                      | 72                               | ?            |
| Vallée de l'Avance         | 27                               | 39           |
| De Sisteron à Lettret      | 74                               | ?            |
| Vallée du Buech            | 23                               | 77           |
| Basse vallée du Buech      | 3                                | 13           |
| Rosanais                   | 10                               | 32           |
| Basse vallée de la Durance | 10                               | 32           |
| Méouge                     | un peu de vignes à Barret-le-Bas | ?            |

### Commercialisation
Les vins commercialisés, tant par la cave coopérative que par les caves indépendantes, le sont en vente directe. Ils satisfont la demande liée au tourisme et en particulier, en saison, les stations de ski alpines.